# Theodor Kathrein
Baron Theodor von Kathrein (25. března 1842 Salorno – 1. října 1916 Innsbruck) byl rakouský právník a politik, na konci 19. a počátkem 20. století poslanec Říšské rady (v roce 1897 krátce i předseda Poslanecké sněmovny Říšské rady), počátkem 20. století zemský hejtman Tyrolska.

## Biografie
Pocházel ze starousedlé tyrolské rodiny. Vystudoval práva na Innsbrucké univerzitě. Již v té době byl redaktorem konzervativního listu Tiroler Stimmen. Během válek v roce 1859 a 1866 se podílel na tyrolských zeměbraneckých jednotkách. Po studiích byl advokátním koncipientem ve Vídni a v jihotyrolském Kaltern. V roce 1871 získal titul doktora práv. Roku 1878 si otevřel vlastní advokátní kancelář v Hall in Tirol. Byl aktivní veřejně i politicky. Od roku 1880 byl obecním radním v Hallu a od roku 1881 poslancem Tyrolského zemského sněmu. V období let 1895–1904 zastával funkci starosty Hallu.
Patřil ke Katolické konzervativní straně. Jako politik dokázal na tyrolské politické scéně udržovat korektní vztahy mezi katolickými konzervativci a Křesťansko sociální stranou. Snažil se i o smírnou politiku vůči etnickým Italům na jihu Tyrolska. Společně s Karlem Grabmayrem, který reprezentoval liberální politický tábor, patřil mezi hlavní osobnosti zemské politiky a společně se snažili prosadit projekt italské autonomie na jihu země.
V 80. letech 19. století se zapojil i do celostátní politiky. V doplňovacích volbách roku 1884 získal mandát v Říšské radě za kurii venkovských obcí, obvod Bruneck, Brixen, Lienz, Ampezzo atd. Slib složil 22. ledna 1884. Za týž obvod mandát obhájil i v řádných volbách do Říšské rady roku 1885. Ve volbách do Říšské rady roku 1891 uspěl za kurii venkovských obcí, obvod Innsbruck, Sterzing atd., stejně jako ve volbách do Říšské rady roku 1897 a volbách do Říšské rady roku 1901.Profesně byl k roku 1897 uváděn jako advokát a starosta Hallu. Od roku 1885 byl členem rozpočtového výboru Říšské rady a od roku 1890 jeho předsedou. V roce 1893 byl zvolen prvním místopředsedou Poslanecké sněmovny Říšské rady a v roce 1897 se stal i předsedou sněmovny. Na funkci ovšem rezignoval v rámci opozičního hnutí proti vládě Kazimíra Badeniho.
V roce 1884 na Říšské radě přistoupil ke konzervativnímu Hohenwartově klubu (tzv. Strana práva).
Po odchodu ze sněmovny usedl v roce 1908 do Panské sněmovny (horní, jmenovaná, komora Říšské rady). V roce 1904 byl zvolen zemským hejtmanem Tyrolska a funkci zastával až do své smrti roku 1916. Roku 1910 byl povýšen do šlechtického stavu.